# Cèsar Puget Riquer
Cèsar Puget Riquer   (Eivissa, 1901 - Eivissa, 1981) fou un farmacèutic i polític eivissenc, fill de Cèsar Puget Casuso, també farmacèutic, diputat a les Corts Espanyoles durant la Segona República, procurador en Corts i alcalde d'Eivissa durant el franquisme.

## Biografia
Fill i net de farmacèutics, es llicencià en farmàcia a la Universitat de Barcelona. En 1930 va dirigir Acción, òrgan de la Federació Agrària Catòlica i en 1932 fou nomenat membre del consell de direcció de la Caixa de Pensions per a la Vellesa i Estalvis a Eivissa. Des del seu càrrec va impulsar la creació de l'Escola d'Infermeres d'Eivissa.
A les eleccions municipals espanyoles de 1931 fou escollit regidor d'Eivissa pel Partit Liberal Regionalista de Carles Roman Ferrer. El desembre de 1931 el PLR es va dissoldre i fou substituït pel Partit Social Agrari, vinculat a la Unió de Dretes de Mallorca de Luis Zaforteza Villalonga, a la Dreta Regional Valenciana de Lluís Lúcia i Lúcia i a l'Acció Popular de José María Gil Robles y Quiñones. Així a les eleccions generals espanyoles de 1936 fou elegit diputat de les Illes Balears dins de la CEDA, coalició que aplegava els partits anteriors.
Durant la guerra civil espanyola va donar suport als revoltats. Quan l'expedició d'Alberto Bayo Giroud va envair Eivissa va fugir a Mallorca, d'on tornaria amb les tropes italianes d'Arconovaldo Bonaccorsi. En acabar la guerra fou nomenat alcalde d'Eivissa de 1945 a 1952, i el 1946-1949 procurador a les Corts Espanyoles. Durant el seu mandat impulsà la creació de l'Institut d'Estudis Eivissencs i en 1948 li fou concedida la medalla de l'Orde de Cisneros.